# كاميرون موراي (لاعب دوري الرغبي)
كاميرون موراي (بالإنجليزية: Cameron Murray)‏ هو لاعب دوري الرغبي أسترالي، ولد في 16 يناير 1998 في سيدني في أستراليا.